# Minigolf

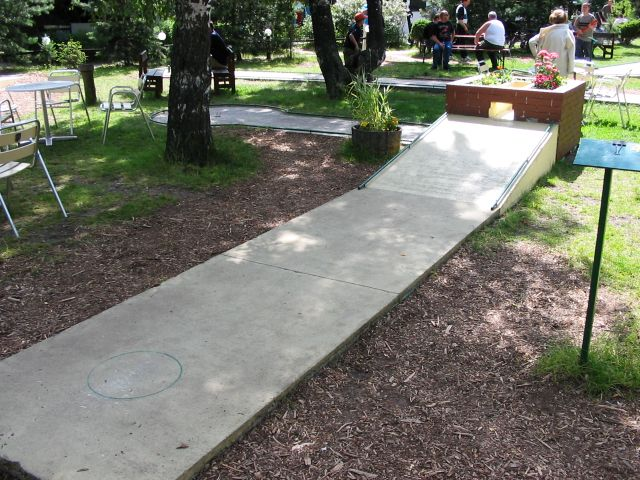
Stanowisko na polu do minigolfa

Minigolf (lub Mini Golf) – sport uprawiany na specjalnych torach do gry, zwanych inaczej stanowiskami. Polega na umieszczeniu piłki w dołkach na końcu każdego toru, przy pomocy specjalnego kija, który jest niemal identyczny jak kij nazywany putterem, stosowany w golfie klasycznym. Celem gracza jest umieszczenie  piłki w dołku przy pomocy jak najmniejszej liczby uderzeń.

## Historia Minigolfa
Historia minigolfa ściśle związana jest z historią golfa klasycznego. Prawdopodobnie gra przypominająca minigolf była pierwowzorem golfa klasycznego. Świadczą o tym zachowane ryciny chińskie z okresu dynastii Ming.
Minigolf w wersji współczesnej powstał w Ameryce, a dokładnie w Stanach Zjednoczonych w 1927 roku, stworzony przez Garneta Cartera z Tennessee. W następnym dziesięcioleciu wybudowano w USA ponad 30000 obiektów do gry w minigolfa. Tak dynamiczny rozwój gry spowodował pojawienie się minigolfa w Europie, gdzie szybko znalazł zwolenników w Szwecji, W.Brytanii, Norwegii, Holandii, Belgii, Niemczech i Czechach. Najbardziej dynamiczny rozwój w Europie notuje się w Szwecji, Danii i Niemczech.
Polski minigolf wywodzi swoje korzenie od zachodnich i południowych sąsiadów kraju. W 1957 roku w Niemczech powstał pierwszy miniaturowy golf. Niemcy jako pierwsi ustalili wielkość minigolfa. W latach 60. gra ta zanotowała duży wzrost popularności wśród niemieckiej klasy średniej. W tym czasie zawiązała się Niemiecka Federacja Minigolfa z siedzibą w Hamburgu, która ustaliła dane techniczne i regulamin gry w minigolfa. Państwem, które ma najstarsze tradycje minigolfa jest Szwecja. Budowę drewnianych obiektów Szwedzi rozpoczęli już w 1936 r. Budowane były one z naturalnych materiałów, w przeciwieństwie do obiektów w W.Brytanii, czy Holandii.

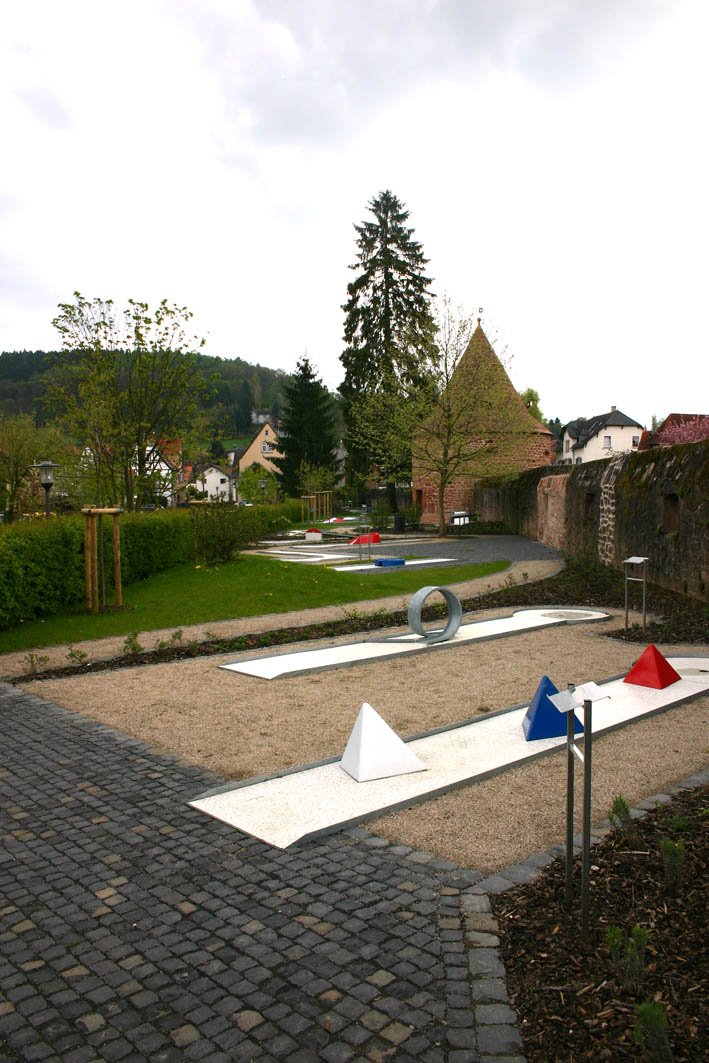
Eternitowa odmiana minigolfa

W 1955 r. odnotowano pierwsze w historii zawody międzynarodowe z udziałem Szwecji i Danii, a Mistrzostwa Europy w 1963 r. w Dortmundzie. Tak dynamiczny rozwój, jak i obecna popularność gry w krajach zachodnich są skutkiem wielu nowinek, jakie minigolf przyniósł ze sobą. Jedną z nich jest na pewno to, że w minigolfa mogą grać prawie wszyscy bez ograniczeń ze względu na wiek, płeć czy zaawansowanie techniczne.

### Minigolf w Polsce

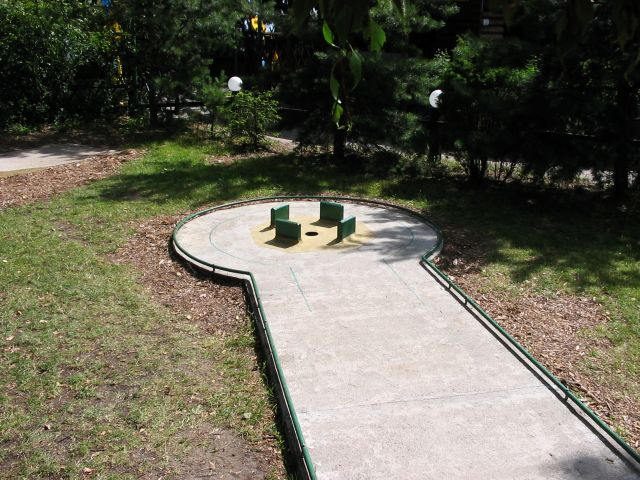
Przeszkody na stanowisku

Obecnie w Polsce istnieje kilka ośrodków minigolfa. Pierwszym oficjalnie działającym klubem sportowym był Minigolf Club Sopot w Sopocie, następnie powstały Klub Sportowy Minigolf Kołobrzeg i Klub Sportowy Minigolf Krynica Morska. Na terenie Trójmiasta w 2006 roku powstał również inny ośrodek do gry w minigolfa położony na Skwerze Kościuszki w Gdyni.
W Polsce istnieje kilka pól minigolfowych spełniających standardy Światowej Federacji Minigolfa (WMF). Jedno z nich mieści się w Krynicy Morskiej i ma jednocześnie certyfikat, umożliwiający rozgrywanie oficjalnych zawodów międzynarodowych, drugie zaś znajduje się w Majątku Giże Marczak, również dysponuje  certyfikatem WMF. Pole to otwierał i wręczał osobiście certyfikat Prezydent Światowej Federacji Minigolfa dr Gerhard Zimmerman.
W roku 2011 wybudowano kolejne takie pole w Człuchowie, jednak mimo spełniania kryteriów World Minigolf Federation gospodarz obiektu dotychczas nie wystąpił o przeprowadzenie procedury certyfikacji. W 2017 roku Minigolf Club Sopot wystąpił z wnioskiem o certyfikację pola, dlatego obecnie można na tym polu przeprowadzać oficjalne zawody.
W maju 2015 r. w Cekcynie k.Tucholi otwarto kolejny obiekt. Jego wyjątkowość polega na skupieniu w jednym miejscu wszystkich rodzajów torów (w standardzie MINIATURGOLF) dopuszczonych do oficjalnych zawodów przez WMF. Istnieje więc tam możliwość  rozgrywek w różnych wariantach, poprzez dobór regulaminowych 18 torów z istniejących 27. Stanowi ono także bazę do prowadzenia szkoleń i treningów.
Pole eternitowe znajduje się też w Świętej Katarzynie w województwie świętokrzyskim. Pole to nie posiada certyfikatu ze względu na to, iż składa się z 11, nie zaś wymaganych 18 stanowisk. W przyszłości jednak planowana jest rozbudowa tego obiektu.
Certyfikat WMF jednak najwcześniej uzyskało betonowe pole w Sopocie.
Pole ze sztuczną trawą w Kołobrzegu ma certyfikat MOS czyli jest zatwierdzone przez WMF, ale nie można tam rozgrywać zawodów międzynarodowych.
W Trzęsaczu jest pierwszy w Polsce profesjonalny minigolf drewniany o nawierzchni filcowej.
Na dzień 28.01.2015 były cztery zarejestrowane kluby minigolfa w Polsce: Minigolf Club Sopot, Klub Sportowy Minigolf Kołobrzeg, Klub Sportowy Minigolf Krynica Morska oraz Minigolf Club Mazovia Warszawa, który jednakże nie ma własnego pola do minigolfa.
Oficjalne rozgrywki odbywają się na torach budowanych według trzech standardów, akceptowanych przez World Minigolf Federation:

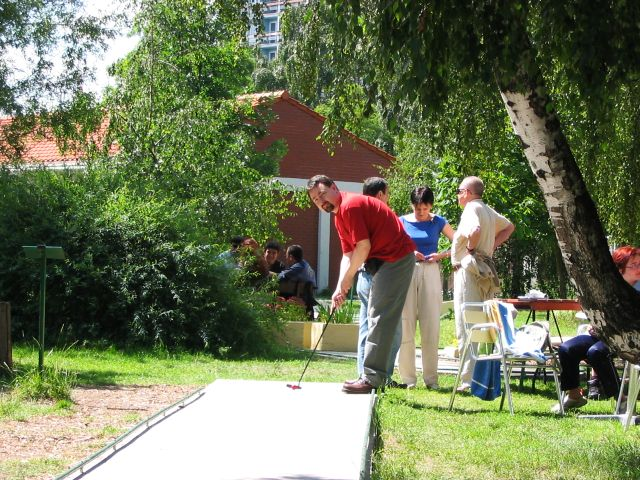
Minigolfista podczas gry

- Minigolfista podczas gryminigolf betonowy (concrete) – tzw. system Bogniego (Paul Bogni – szwajcarski projektant, który zaproponował ten standard w 1950 r.) o modułowych wymiarach: długość toru 12,00m, szerokość 1,25m i średnica kręgu docelowego 2,50m – obecnie praktycznie rzadko spotykany i nie zalecany przez WMF, ze względu na wysokie koszty budowy i utrzymania w zadowalającym stanie technicznym;
- miniaturgolf – montowany z gotowych elementów prefabrykowanych, o modułowych wymiarach: długość toru 6,25m, szerokość 0,90m i średnica kręgu docelowego 1,40m – na torach tego typu najczęściej rozgrywane są turnieje międzynarodowe różnej rangi;
- feltgolf (greengolf) – nazywany szwedzkim – również montowany z prefabrykatów, o wymiarach: długość torów 7,00-18,00m, szerokość torów 0,90m, średnica kręgu docelowego (charakterystyczny ośmiokąt) 1,80m, tory są pokryte specjalną wykładziną (stąd nazwa).

World Minigolf Federation wprowadziła w 2007 r. certyfikat MOS (minigolf open standard), który przewiduje mniej rygorystyczne normy. Nie oznacza to  jeszcze decyzji o dopuszczeniu organizowania oficjalnych rozgrywek międzynarodowych, ale  jest to krok w tym kierunku. Certyfikat MOS najczęściej  przyznawany jest polom typu adventure-golf, które są szczególnie popularne na Wyspach Brytyjskich i w Stanach Zjednoczonych. Są to zwykle tory o dużych rozmiarach, z reguły pokryte nawierzchnią ze sztucznej trawy, dostosowane swoją konfiguracją do naturalnych uwarunkowań terenowych lub  naturalną konfigurację terenu imitujące.

W 2011 r. w Hastings w Wielkiej Brytanii odbyły się  pierwsze oficjalne mistrzostwa na polu typu adventure-golf, posiadającym certyfikat MOS.

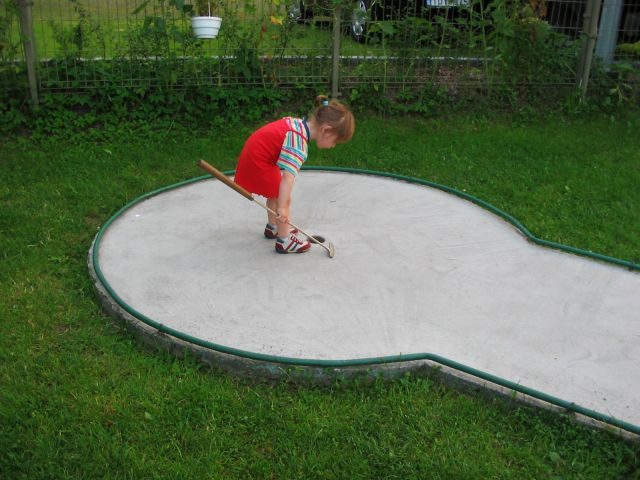
Minigolf to sport również dla najmłodszych

 Pierwsze pole tego typu powstało w Polsce w 2010 r. w Przypkach k. Tarczyna, które funkcjonuje pod egidą Golf Adventure Club.
Poza tym funkcjonuje wiele odmian i nie zawsze udanych konstrukcji, jednak spełniają one wyłącznie i z różnym powodzeniem rolę rekreacyjną. Zwłaszcza w Polsce da się zauważyć tendencja budowania torów w technologiach i wzornictwie nieuwzględniających obowiązujących na świecie norm i standardów.

## Zasady gry w Minigolfa
Gra odbywa się na ścieżkach o zróżnicowanych wymiarach (według różnych standardów).
Pole do minigolfa składa się z osiemnastu stanowisk, które trzeba w określonej kolejności pokonać (są one numerowane). Podczas zawodów stanowiska pokonywane są kilkukrotnie. Każdy gracz gra na stanowisku do momentu umieszczenia piłki w dołku. Na wbicie piłki ma sześć uderzeń. Gdy po tych uderzeniach piłka jeszcze nie będzie w dołku, graczowi zapisuje się wynik 7 (najwyższy możliwy) i przechodzi do następnego stanowiska.
Na każdym stanowisku, na każdej ścieżce do minigolfa wyrysowane są linie specjalne. Punkt startu powinien być oznaczony według przyjętego standardu. Na polu znajdują się także linie oznaczające, że można odsunąć piłkę od krawędzi (bandy) na odległość 20 cm (po jej wypadnięciu z toru). Stosuje się też tzw. linię graniczną znajdującą się z reguły przy ostatniej przeszkodzie. Oznacza ona, iż gracz przy pierwszym uderzeniu musi przebić piłkę poza tę linię. Gdy jej nie przekroczy, wraca z piłką do punktu startu.
W sytuacji gdy piłka wypadnie z toru po prawidłowym przejściu linii czerwonej ustawia się ją na torze w miejscu gdzie wypadła, w odległości 20 cm od bandy.

## Sprzęt do gry
Na polu do minigolfa stosowane są specjalne kije, które zbliżone są do  stosowanych w golfie klasycznym putter'ów (ostatni kij z zestawu, który jest używany na obszarze "green" do precyzyjnego uderzenia piłki wprost do dołka). Przepisy nie precyzują konstrukcji kija. Przeciętnie długość ich waha się od 60 do 95cm, natomiast waga od 500 do 800 g.
Do gry używa się  piłek  o średnicy 37–43 mm. Piłki nie mogą być wykonane z drewna, metalu, szkła, kości słoniowej, nie można też stosować kul bilardowych lub żywicznych. Wykorzystywane w minigolfie piłki nie mogą zbyt wysoko "skakać" (piłka spuszczona z wysokości 1 metra w temperaturze 25 stopni Celsjusza nie może odbić się wyżej niż 85 cm). Na każdej ścieżce można grać inną piłką. Niektórzy z graczy stosują nawet do kilkadziesiąt piłek podczas jednych zawodów. Do dyspozycji zawodników jest kilkanaście tysięcy piłek o rozmaitej masie, odbiciu, twardości i wielkości.